# Poule de Bohême
Pour les articles homonymes, voir Bohème.
La poule de Bohême (Šumavanka en tchèque, Böhmerwalder Huhn en allemand) est une race de poule domestique originaire d'Europe centrale.

## Description
C'est une volaille élevée à deux fins : la production de chair et d'œufs. Elle est à croissance rapide, rustique, habituée aux climats rudes et à l'élevage en liberté.
La poule pond environ 180 œufs la première année.
L'emplumage est rapide, la musculature forte et le tempérament vif.

### Origine
Elle est originaire de Bohême, aujourd'hui en république tchèque et est apparue dans la seconde moitié du XIXe siècle. Cette race est issue de croisements effectués avec des volailles locales (Bohême), des poules tchèques, la buff rock, la rhode-island, la new-hampshire et la wyandotte.

### Standard
- Masse idéale : Coq : 2,5 à 4,1 kg ; Poule : 2 à 3,6 kg
- Crête : frisée
- Oreillons : rouges
- Couleur des yeux : rouge-orangé
- Couleur de la peau : blanche
- Couleur des tarses : grise
- Variétés de plumage : divers coloris
- Œufs à couver : min. 58 g, coquille brune
- Diamètre des bagues : Coq : 20 mm ; Poule : 18 mm

## Sources
- Le Standard officiel des volailles (Poules, oies, dindons, canards et pintades), édité par la Société centrale d'aviculture de France.